# Vodule
Vodule is een plaats in Slovenië en maakt deel uit van de gemeente Šentjur in de NUTS-3-regio Savinjska. De plaats telde 116 inwoners op 1 januari 2020.